# The Rhodes Not Taken
The Rhodes Not Taken es el quinto episodio de la primera temporada de la serie norteamericana Glee. Se estrenó en Fox el 30 de septiembre de 2009.Sin Rachel, Will se da cuenta de que necesitan una nueva voz, por lo que tras averiguar, encuentra a April Rhodes. April  (Kristin Chenoweth) fue una compañera de Will (Matthew Morrison) que nunca se había graduado, por lo que podía unirse al coro, pero en el presente es una mujer alcohólica y ladrona. Emma  (Jayma Mays) se entera del embarazo de Quinn (Dianna Agron) y entonces decide ayudar a Finn (Cory Monteith) con su futuro. April se inscribe como estudiante y se une al club Glee. Finn se acerca a Rachel (Lea Michele) para tratar de convencerla de que regrese al club Glee. April se gana su lugar entre los chicos y chicas de Nuevas Direcciones. Rachel y Finn se besan, por lo que Rachel decide volver al club Glee, pero se entera de que Quinn está embarazada por lo que se pelea con Finn. Llega la presentación formal del club Glee en el auditorio, pero April se da cuenta de que su tiempo ya pasó y que ahora es el turno de los chicos, Rachel decide volver al club Glee.
La estrella invitada Kristin Chenoweth interpretando a April actuó en tres de los seis temas musicales del episodio. Las grabaciones de estudio de cuatro de las canciones interpretadas en el episodio fueron lanzadas como sencillos disponibles para descarga digital, y dos aparecen en el álbum Glee: The Music, Volume 1.
El episodio fue visto por 7.32 millones de espectadores en los EE. UU. The Rhodes Not Taken recibió comentarios positivos sobre todo de los críticos, con la apariencia de Chenoweth y el desempeño de la canción "Somebody to Love".

## Sinopsis
Rachel Berry (Lea Michele) ya no forma parte de New Directions, el director Will Schuester (Matthew Morrison) se mantiene preocupado por las próxima actuación en el club. El llama a April Rhodes (Kristin Chenoweth), una miembro del club durante sus días de escuela secundaria, en realidad nunca se graduó, y la convence de regresar a la escuela con el fin de obtener su diploma y unirse al club Glee. Habiendo fracasado en alcanzar sus sueños de Broadway, April es ahora una alcohólica, y va ganar la confianza de los miembros del club por medios no convencionales, incluyendo el logro de Kurt (Chris Colfer), Mercedes (Amber Riley) y Tina (Jenna Ushkowitz) roban en tiendas. Después la consejera Emma Pillsbury (Jayma Mays) advierte que Will sobre Abril está corrompiendo a los estudiantes, Will pide April que deje el alcohol, y ella promete hacerlo. 
Finn (Cory Monteith) está preocupado por su futuro, después de haber sido informado por su novia Quinn (Dianna Agron) que está embarazada con su hijo. Emma sugiere que en lugar de con el objetivo de asistir a la universidad con una beca de fútbol, Finn debe utilizar su talento musical. Creyendo participación de Rachel sea la única oportunidad del club glee en éxito en Invitationals, Finn finge interés romántico en Rachel y la lleva a una cita. Rachel, dándose cuenta de que no es feliz actuando en el musical de la escuela y emocionado sobre la participación del Finn en ella, vuelve al club Glee. Mientras tanto, Kurt, Mercedes y Tina son informados de embarazo de Quinn por Puck (Mark Salling), que pretende Finn fue padre del niño, aunque él es el padre real. Informarse acerca de Quinn, Rachel se enfurece con Finn y se enfrenta a él, preguntándole si está realmente atraído por ella en absoluto. Finn insiste en el beso que compartían era honesto, pero Rachel no está convencido y defectos de coro, una vez más, volviendo a la música de la escuela, donde se le da el control artístico completo. Por invitación April, acompaña al coro, realiza  "Last Name" de Carrie Underwood  para un auditorio repleto y recibe la ovación de pie que siempre soñó. Will le dice a April durante el intermedio que ya no está en el club glee. Ella acepta, diciéndole que ella se ha dado cuenta de que ya no es una niña, y que son los chicos del club que deben recibir la atención. Esto deja a New Directions sin un vocalista para su próximo número, pero Rachel se ofrece a ir en lugar de April que ha dejado el musical, y quiere reunirse con el club y todos ellos realizan la interpretación de Queen "Somebody to Love".

## Producción
Fue producido y escrito Ian Brennan y dirigido por John Stuart Scott. La estrella invitada April Chenoweth ya conocía al creador de Glee, Ryan Murphy, quien apareció en su película de 2006 Running with Scissors. Murphy comentó que le encanto escribir para Chenoweth, y disfrutó cantando canciones que nunca antes había cantado. Ella encontró el canto en tres estilos diferentes, como lo requiere el papel, para ser "divertido y desafiante", y aunque nunca antes había cantado "Maybe This Time", después de cantarlo en Glee, pasó a usarlo en muestra como su número de apertura. Chenoweth declaró que le encantaría volver a Glee en el futuro, un sentimiento compartido por Murphy. Ella comentó: "todos están trabajando duro para descubrir historias todo el tiempo. Sería fantástico que tuviera sentido para ella. Esta parte no se parece a nada que haya tenido la oportunidad de hacer en la televisión".  Se confirmó en octubre de 2009 que Chenoweth repetiría el papel, lo cual hizo en "Home".
El episodio cuenta con las presentaciones de "Don't Stop Believin'" de Journey, "Maybe This Time" de Cabaret , "Alone" de Heart, "Last Name" de Carrie Underwood y "Somebody to Love"de Queen. Las grabaciones de "Maybe This Time", "Alone", "Last Name" y "Somebody to Love" fueron lanzados como sencillos disponibles para descarga digital."Maybe This Time" llegó al puesto número 100 en Australia, y 88 en los EE. UU., "Alone" llegó al número 94 en Australia, 58 en Canadá y 51 en los EE.UU, y "Somebody to Love" llegó al número 65 en Australia, 33 en Canadá y 28 en los EE. UU. "Maybe This Time", "Alone" y "Somebody to Love" también se encuentra disponible en el álbum Glee: The Music, Volume 1.

## Recepción

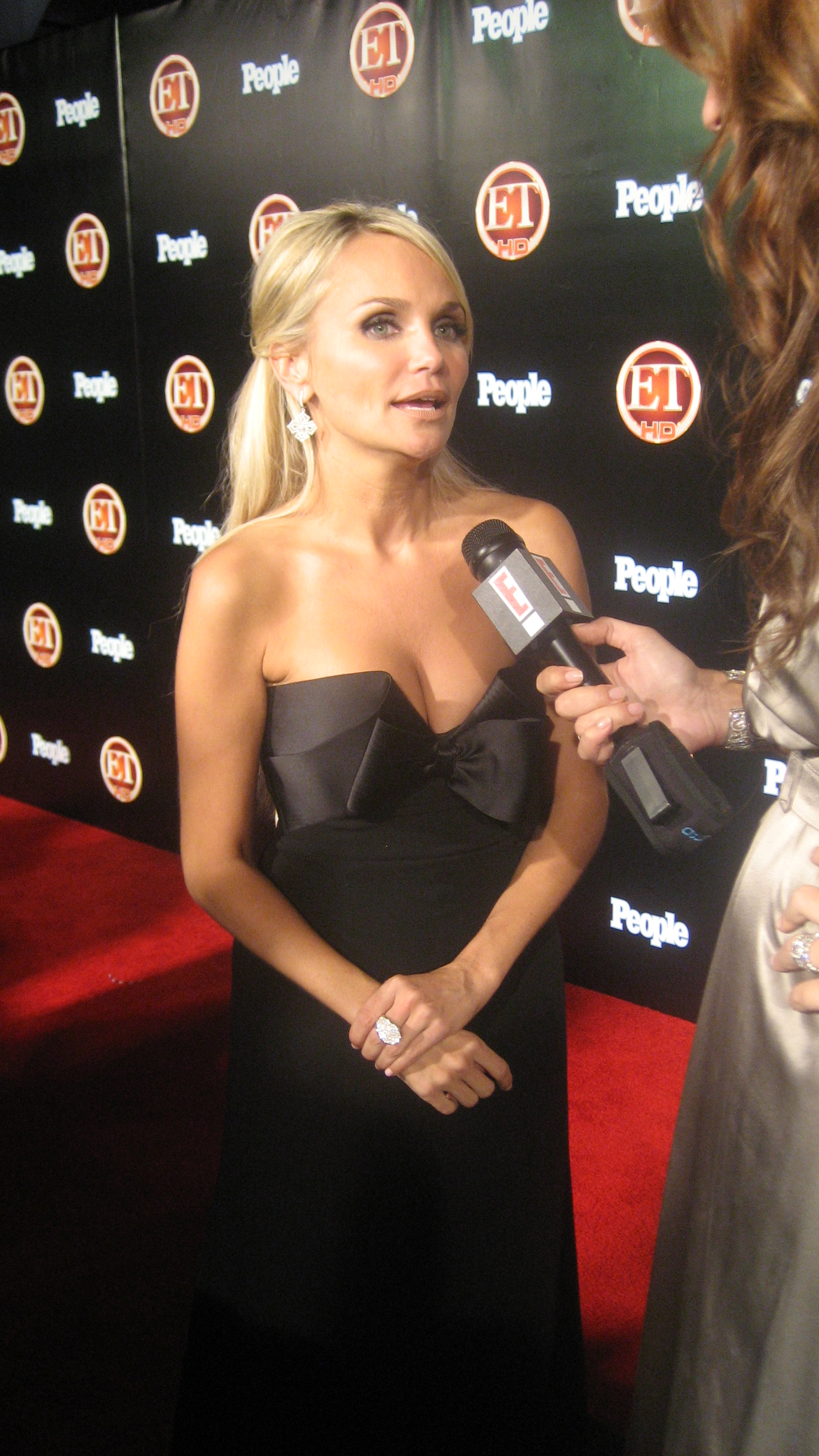
Kristin Chenoweth fue elogiada por su interpretación de April Rhodes.

«The Rhodes Not Taken» fue visto por 7.320.000 espectadores de Estados Unidos y alcanzó un 3,2/9  dentro de la franja demográfica de 18 a 49. Fue el episodio más visto de la temporada desde su regreso de la caída con "Showmance". Fue el vigésimo sexto programa más visto en Canadá para la semana de emisión, con 1,45 millones de espectadores.  En el Reino Unido, el episodio fue visto por 1,89 millones de espectadores (1.480.000 en la E4, y 410.000 en E4 + 1), convirtiéndose en el programa más visto en el cable para la semana, así como el episodio más visto de la serie en ese momento.
El episodio recibió críticas positivas por parte de los críticos. Robert Bianco de USA Today escribió sobre la aparición estelar de Chenoweth: "Su presencia puede no tener mucho sentido, pero si es probablemente bueno escuchar a Chenoweth cantar, podemos tolerar ninguna explicación expuesta en sus escenas exhibidas". Raymund Flandez para The Wall Street Journal fue igualmente positiva respecto al papel de Chenoweth, alabando su "voz potente", "aspecto coqueta" y "presencia imponente".  Flandez considerará que la actuación de "Somebody to Love" fue el mejor número de la serie, ya que "Don't Stop Believin'", debutó en el episodio piloto. Mike Hale de The New York Times señaló igualmente que «The Rhodes Not Taken» era "el mejor episodio musicalmente después de el piloto, llamando a la interpretación de "Somebody to Love" «conmovedor». TV Guide incluyó las versiones de "Somebody To Love" y "Maybe This Time" en su lista de las mejores actuaciones de Glee hasta ahora. Jarett Wieselman para el New York Post llamó al episodio:"el más inteligente y el más divertido de la serie".
Denise Martin de Los Angeles Times  también disfrutó del episodio, escrito: "No sé cómo Glee se sigue superando en sí-se puede!". Martin también elogió la interpretación de "Somebody to Love", escribiendo: "El amor o odiar a Queen, cuando New Directions lo canta, es mágico. Y es la primera vez desde "Don't Stop Believin'" que tengo la piel de gallina".  Eric Goldman de IGN tiene el episodio 8.5/10. en su opinión, Chenoweth fue "excelente" en abril, y que el personaje era una "creación histérica". Goldman evaluó que el episodio "se salvó" musicalmente, aunque sintió que su conclusión se "corrió" y "forzó", lo que sugiere que la serie todavía tiene que encontrar el equilibrio adecuado entre la música, la comedia y el drama.